# Lucifuge Rofocale
Lucifuge Rofocale es una banda nicaragüense de black metal, fundada en el año 2004 en León, Nicaragua, por el guitarrista y vocalista Sarth Norgaath. El estilo musical que interpretan es influenciado por bandas como Mayhem, Infernal War, Asmodeus y Enthroned. Sus canciones tienen una temática promulgada a la guerra, la misantropía, su actitud contra la vida y contra la religión (el ser Anti-Dioses). Su nombre se debe al demonio "Lucifago Rofacale" (también conocido como Lucífago de Rafaquele).
Han participado en varios compilatorios, y se han presentado como teloneros en conciertos de reconocidas bandas como Averse Sefira, Nargaroth, Marduk, entre otras, en Centroamérica.
- Esta banda surgió de las cenizas de otra banda de Black Metal, del año 2002 llamada Demogorgon.[1]

## Miembros
- Sarth Norgaath Santeliz: Guitarra - Voces (2004 - presente)
- Lord Berith Satanail: Guitarra (2006 - 2009), Bajo (2010 - presente)
- Lord Baal Zebuth: Batería (2011 - presente)

## Miembros anteriores
- Xitraguptem: Bajo (2009 - 2010) (fallecido en 2018)
- Eligor Siniestrous Tenebrarum: Batería (2004 - 2009)
- Sargath:  Bajo (2004 - 2006)

## Discografía
- Vivo Entre las Llamas Infernales de Satán   Demo (2005)
- Demonic Transfixion   Single (2009)
- Demonic Transfixion   Full-length (2012)
- Serpent Insurrection EP (2016)